# Posorja
Posorja är en ort i Ecuador.   Den ligger i provinsen Guayas, i den sydvästra delen av landet, 300 km sydväst om huvudstaden Quito. Posorja ligger 16 meter över havet och antalet invånare är 24 136.
Terrängen runt Posorja är mycket platt. Havet är nära Posorja österut. Runt Posorja är det glesbefolkat, med 9 invånare per kvadratkilometer. Närmaste större samhälle är Playas, 18,0 km nordväst om Posorja. 